# 小林樹斗
小林 樹斗（こばやし たつと、2003年1月16日 - ）は、和歌山県日高郡美浜町出身のプロ野球選手（投手、育成選手）。右投右打。広島東洋カープ所属。

## 経歴

### プロ入り前
美浜町立松原小学校の時に松原少年野球クラブで野球を始め、美浜町立松洋中学校では軟式野球部に所属。
智辯学園和歌山高校では1年春からベンチ入りしたが同年夏の選手権大会ではベンチ外。2年時に春夏連続で甲子園大会に出場。第91回選抜高等学校野球大会では、1回戦の熊本西戦にリリーフ登板、準々決勝の明石商戦でもリリーフ登板したが、9回来田涼斗にサヨナラ本塁打を打たれた。夏の第101回全国高等学校野球選手権大会でも1回戦の米子東戦でリリーフ登板、3回戦の星稜戦は先発し、奥川恭伸と投げ合った。2年秋からエース。3年夏の甲子園交流試合では6回からリリーフ登板し、3イニングを2安打無失点に抑え、自己最速に迫る151km/hを計測した。
2020年のドラフト会議で広島東洋カープから4巡目で指名を受け、11月16日に契約金4000万円、年俸500万円（金額は推定）という条件で入団した。背番号は53。

### 広島時代
2021年は、11月1日のシーズン最終戦で先発としてプロ初登板を果たしたが、4回途中6失点で降板した。オフに、現状維持となる推定年俸500万円で契約を更改した。
2022年は、開幕ローテーション6番手を遠藤淳志と争うも、最終的に遠藤が選ばれた。5月に中継ぎとして1試合登板したものの、6月4日のファームでの試合中に、右肘を疲労骨折。以後は治療とリハビリに専念した。
2023年は、1月に前年の疲労骨折が完治すると、5月1日のウエスタン・リーグ中日ドラゴンズ戦で実戦復帰。最終的にウ・リーグ16試合に登板、3勝3敗、防御率2.95の成績を残したが、シーズン終了後の秋季キャンプ中に右肘を痛め離脱、再び疲労骨折と診断され、骨移植手術を受けた。
2024年は、8月にファーム復帰しウエスタン・リーグ18試合に登板、1勝2敗、防御率5.30の成績を残した。10月29日に戦力外通告を受け、11月18日に育成選手として再契約した。背番号は「129」に変更される。

## 選手としての特徴
ストレートの最速は152km/hで、変化球はカーブ、スライダー、スプリット、チェンジアップ、ツーシームを投じる。

## 詳細情報

### 年度別投手成績
| 年 度     | 球 団     | 登 板 | 先 発 | 完 投 | 完 封 | 無 四 球 | 勝 利 | 敗 戦 | セ 丨 ブ | ホ 丨 ル ド | 勝 率 | 打 者 | 投 球 回 | 被 安 打 | 被 本 塁 打 | 与 四 球 | 敬 遠 | 与 死 球 | 奪 三 振 | 暴 投 | ボ 丨 ク | 失 点 | 自 責 点 | 防 御 率 | W H I P |
| --------- | --------- | ----- | ----- | ----- | ----- | -------- | ----- | ----- | -------- | ----------- | ----- | ----- | -------- | -------- | ----------- | -------- | ----- | -------- | -------- | ----- | -------- | ----- | -------- | -------- | ------- |
| 2021      | 広島      | 1     | 1     | 0     | 0     | 0        | 0     | 0     | 0        | 0           | ----  | 20    | 3.2      | 6        | 0           | 2        | 0     | 0        | 6        | 1     | 0        | 6     | 4        | 9.82     | 2.18    |
| 2022      | 広島      | 1     | 0     | 0     | 0     | 0        | 0     | 0     | 0        | 0           | ----  | 5     | 1.0      | 2        | 0           | 1        | 0     | 0        | 0        | 0     | 0        | 1     | 1        | 9.00     | 3.00    |
| 通算：2年 | 通算：2年 | 2     | 1     | 0     | 0     | 0        | 0     | 0     | 0        | 0           | ----  | 25    | 4.2      | 8        | 0           | 3        | 0     | 0        | 6        | 1     | 0        | 7     | 5        | 9.64     | 2.36    |

- 2023年度シーズン終了時

### 年度別守備成績
| 年 度 | 球 団 | 投手  | 投手  | 投手  | 投手  | 投手  | 投手     |
| 年 度 | 球 団 | 試 合 | 刺 殺 | 補 殺 | 失 策 | 併 殺 | 守 備 率 |
| ----- | ----- | ----- | ----- | ----- | ----- | ----- | -------- |
| 2021  | 広島  | 1     | 0     | 1     | 0     | 0     | 1.000    |
| 2022  | 広島  | 1     | 0     | 1     | 0     | 0     | 1.000    |
| 通算  | 通算  | 2     | 0     | 2     | 0     | 0     | 1.000    |

- 2023年度シーズン終了時

### 記録
初記録
投手記録
- 初登板・初先発登板：2021年11月1日、対東京ヤクルトスワローズ25回戦（明治神宮野球場）、3回2/3を6失点で勝敗つかず
- 初奪三振：同上、1回表に塩見泰隆から空振り三振

打撃記録
- 初打席：2021年11月1日、対東京ヤクルトスワローズ25回戦（明治神宮野球場）、2回表に高橋奎二から捕前犠打

### 背番号
- 53（2021年[6] - 2024年）
- 129（2025年[18] - ）